# Graceful 4
Graceful 4 (dt. Elegante 4) ist das erste japanische Studioalbum der südkoreanischen Band The Grace. Das Album wurde am 14. November 2007 in Japan veröffentlicht und debütierte in der ersten Woche auf Platz 103 mit 1.622 Verkäufen in den Oricon-Charts in Japan. Dagegen debütierte das Album in Südkorea auf Platz 17 mit 2.005 Verkäufen.

## Details zum Album
Das Album sollte erst am 21. November 2007 veröffentlicht werden, aus unbekannten Gründen verschob man allerdings den Veröffentlichungstag auf den 14. November 2007.
Der Titelsong von Graceful 4 heißt "One More Time, OK?" und ist die japanische Version von der koreanischen Version zu Hanbeon Deo, OK, allerdings wurde der Text und der Sound ein wenig verändert. Das Album enthält auch die sechs Singles die in der Zeit von 2006 bis 2007 aufgenommen wurden.
Für das Album wurde keine Werbung gemacht, daher kann man sich die niedrigen Verkäufe erklären. Nur ein Informationsvideo auf der offiziellen Webseite kündigte das Album an.
Katalognummern – CD: RZCD-45739 und CD+DVD: RZCD-45738/B

## Titelliste

### CD
| #   | Titel                           | Übersetzung           | Länge |
| --- | ------------------------------- | --------------------- | ----- |
| 1.  | Piranha                         | Piranha               | 4:07  |
| 2.  | One More Time, OK?              | Noch einmal, OK?      | 3:45  |
| 3.  | Just For One Day (feat. Jejung) | Nur für einen Tag     | 5:53  |
| 4.  | I’ll Kiss You                   | Ich werde dich küssen | 4:32  |
| 5.  | Boomerang                       | Boomerang             | 3:24  |
| 6.  | Pardon Me??                     | Verzeihen Sie??       | 3:27  |
| 7.  | 5cm                             | 5cm                   | 4:57  |
| 8.  | Sweet Flower                    | Niedliche Blume       | 4:31  |
| 9.  | Get on the Floor (feat. Dogma)  | Komm auf den Boden    | 3:46  |
| 10. | The Club (feat. Seamo)          | Der Klub              | 3:42  |
| 11. | Juicy Love                      | Saftige Liebe         | 5:00  |
| 12. | My Everything                   | Mein Alles            | 5:09  |

### DVD
| #  | Titel              | Anmerkung  |
| -- | ------------------ | ---------- |
| 1. | One More Time, OK? | Musikvideo |
| 2. | Piranha            | Musikvideo |
| 3. | Juicy Love         | Musikvideo |
| 4. | Sweet Flower       | Musikvideo |
| 5. | The Club           | Musikvideo |
| 6. | Boomerang          | Musikvideo |